# ابومسلم اصفهانی
أبومسلم محمد بن بحر اصفهانی (۲۵۴–۳۲۲ قمری) عالم مفسر قرن چهارم هجری و از معتزلیان بود. وی را از عالمان کاتب، نحوی، ادیب، متکلّم، مفسّر و از رجال حکومتی دوره خلافت عباسی دانسته‌اند. وی نیمه نخست عمرش را در زادگاهش اصفهان گذراند و پس از آموزش‌های مقدماتی در آنجا، به شهر بغداد رفت و ادامه تحصیل داد.

## در سیاست
نزدیکی افکار معتزله و زیدیه موجب شد تا ابومسلم اصفهانی همراه ابوالقاسم بلخی جذب دستگاه علویان طبرستان شوند و ابومسلم در سال‌های پیش از ۲۸۷ ق متصدّی برخی از امور دیوانی  داعی محمد بن زید (۲۷۰–۲۸۷ ق) حاکم علوی طبرستان شد و در سیاست و حکومت نیز دخالت و نقش داشت.
وی چندین بار در شهرها و دولت‌های مختلف به ولایت و حکومت دست یافت، از جمله شهرهای اصفهان، فارس و قم. در تاریخ قم آمده‌است که وی دو بار در سال‌های ۳۰۹ و ۳۱۸ ق عامل و والی قم شد، این شهر را مساحت کرد و خراج عرب را از عجم جدا ساخت.